# Bolbonota rufonotata
Bolbonota rufonotata är en insektsart som beskrevs av Fowler. Bolbonota rufonotata ingår i släktet Bolbonota och familjen hornstritar. Inga underarter finns listade i Catalogue of Life.